# 1612 (фільм)
«1612: Хроніки смутного часу» — російський історико-пригодницький фільм, події якого відбуваються під час Смути. Ідею зняти картину на цю тему режисер Володимир Хотиненко планував 25 років, згодом такі ж плани виникли і в адміністрації президента, і за сприяння голови ради директорів бізнес-групи " Ренова " Віктора Вексельберга, що вклав близько п'яти мільйонів доларів, протягом ста днів проходили зйомки фільму. Незважаючи на присутність у фільмі історичних персонажів (Ксенія Годунова, князь Пожарський), він є більше «костюмним», ніж «історичним», так як реальні факти і події значно змінені і підпорядковані вигаданої сюжетної лінії.

## Сюжет
У центрі сюжету фільму — пригоди холопа Андрія, який видавав себе за найманого іспанського артилериста.
Після смерті царя Бориса Годунова його вдова і юний спадкоємець Федір були вбиті. У живих залишилася лише дочка Бориса Годунова . Після того, як зійшов на престол самозванець Лжедмитрій також був убитий, в Росії почалася Смута. Колишній свідком вбивства царської сім'ї хлопчик- холоп Андрійко виріс, він як і раніше не може забути красуню Ксенію.
Коли тільки що взяв Андрія в служіння іспанський дворянин і найманець-гармаш Альвар Борха загинув в сутичці з розбійниками, Андрій вирішує видати себе за іспанця. Присвоївши його одяг і ім'я, Андрій намагається врятувати Ксенію Годунову з рук польського гетьмана Кибовська і завоювати її серце.
У кінострічці звучить пісня-плач, написана на «вірші самої Ксенії Годунової» і музику Олексія Рибникова (виконавець Zventa Sventana).